# Siccia quinquefascia
Siccia quinquefascia är en fjärilsart som beskrevs av George Francis Hampson 1891. Siccia quinquefascia ingår i släktet Siccia och familjen björnspinnare. Inga underarter finns listade i Catalogue of Life.